# Toshikazu Sunada

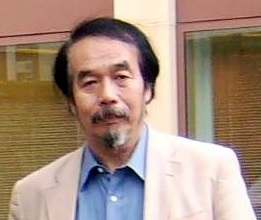
Toshikazu Sunada, 2010

Toshikazu Sunada (japanisch 砂田 利一, Sunada Toshikazu; * 7. September 1948 in Tokio) ist ein japanischer Mathematiker. Er beschäftigt sich mit geometrischer Analysis (speziell spektraler Geometrie), komplexer Geometrie (Geometrie der Funktionen mehrerer komplexer Variabler), Analysis auf Graphen und Wahrscheinlichkeitstheorie.

## Leben
Sunada studierte ab 1968 an der Technischen Universität Tokio (Tokyo Institute of Technology) unter anderem bei Koji Shiga und an der Universität Tokio, wo er 1974 bei Mikio Ise sein Diplom machte (wobei er von Kunihiko Kodaira geprüft wurde) und 1977 promovierte. Ab 1974 war er auch Forscher an der Universität Nagoya (1975 bis 1977 auch an der Universität Tokio), wo er 1982 Assistenzprofessor und 1988 Professor wurde. Ab 1991 war er Professor an der Universität Tokio und ab 1993 an der Universität Tōhoku, wo er seit 2003 emeritiert ist. Er ist seit 2003 Professor an der Meiji-Universität. Außerdem ist er am Meiji Institute for Advanced Study in Mathematical Sciences in Tokio. Er war unter anderem Gastwissenschaftler am IHES (1988), an der Universität Bonn (1979/80) und dem Max-Planck-Institut für Mathematik in Bonn (2008), der Humboldt-Universität Berlin (2008), dem Isaac Newton Institute in Cambridge (2007), dem Institut Henri Poincaré in Paris, dem Mittag-Leffler-Institut, der Akademie der Wissenschaften in Peking, dem MSRI, dem Tata Institute of Fundamental Research, auf den Philippinen und in Singapur.
Er ist Mitherausgeber einer japanischen Mathematikzeitschrift namens Habe Spaß mit Mathematik (Nihon Hyoron-sha).

## Werk
Mitte der 1980er Jahre gab er eine allgemeine Konstruktion isospektraler Mannigfaltigkeiten, das heißt solche mit demselben Spektrum des Laplaceoperators. Das war ein wichtiger Fortschritt in dem von Mark Kac gestellten Problem, Mannigfaltigkeiten zu finden, die trotz desselben Spektrums verschieden sind (Can one hear the shape of a drum ?). Das Problem wurde (mit Methoden von Sunada) 1992 von Carolyn Gordon, Scott Wolpert, David Webb im positiven Sinn gelöst.
Von Sunada stammt eine graphentheoretische Interpretation der Ihara Zetafunktion (von Yasutaka Ihara), mit einer expliziten Formel ähnlich der der Selbergschen Zetafunktion (nur in diesem Fall mit den Eigenwerten der Nachbarschaftsmatrix auf der einen Seite und den Längen geschlossener Zyklen des Graphen auf der anderen Seite). Er bewies auch, dass die Riemannsche Vermutung für die Ihara Zetafunktion eines (zusammenhängenden k-regulären) Graphen äquivalent zu der Aussage ist, dass der Graph ein Ramanujan-Graph ist.
Mit Atsushi Katsuda gab er ein Analogon zum Dirichletschen Primzahlsatz in arithmetischen Folgen in der Theorie dynamischer Systeme, in der Betrachtung der Dichte geschlossener Bahnen von Anossow-Flüssen auf kompakten Mannigfaltigkeiten zu einer bestimmten Homologie-Klasse.
Sunada studierte das asymptotische Verhalten von Zufallspfaden auf Kristallgittern. Dabei entdeckte er auch eine Kristallgitterform, das K4-Kristall, das in seinem hochsymmetrischen Verhalten, was die Gleichwertigkeit der Orientierungen im Raum angeht (Isotropie) nur mit dem Diamantgitter in drei Dimensionen und der Bienenwabenstruktur (hexagonales Kristallgitter, realisiert in Graphen) in zwei Dimensionen vergleichbar ist.
1987 erhielt er den Iyanaga-Preis der Japanischen Mathematischen Gesellschaft. Er war Invited Speaker auf dem Internationalen Mathematikerkongress 1990 in Kyōto (Trace formulae in spectral geometry, mit M. Nishio).

## Schriften
- mit Peter Kuchment, Pavel Exner, Jonathan Keating, Alexander Teplyaev (Herausgeber): Analysis on Graphs and its applications, American Mathematical Society 2008, Proc. Symp. Pure Math. (darin von Sunada: Discrete geometric analysis)
- mit Koji Shiga: A mathematical gift III- the interplay between Topology, Functions, Geometry and Algebra, American Mathematical Society 2005